# Фиккайзен, Отто
Отто Фиккайзен (нем. Otto Fickeisen; 24 декабря 1879, Людвигсхафен-ам-Райн — 15 декабря 1963, Кёнигсбах-Штайн) — немецкий гребец, чемпион летних Олимпийских игр 1912 и бронзовый призёр летних Олимпийских игр 1900, многократный чемпион Германии.

## Биография
С 1906 по 1908 год Фиккайзен три раза подряд становился чемпионом Германии в соревнованиях четвёрок без рулевого, а с 1908 по 1912 год Отто Фиккайзен вместе с партнёром по четвёрке Германом Вилькером становился национальным чемпионом в зачёте двоек без рулевого, при этом в 1909 году они были единственными участниками, заявившимися на старт соревнований.
На Играх 1900 Фиккайзен входил в состав первой немецкой команды четвёрок. В полуфинале он и его сборная выиграла свой заплыв, а в одном из финалов заняли третье место.
На Играх 1912 Фиккайзен опять соревновался среди четвёрок, уже со своим братом Рудольфом Фиккайзеном, и выиграв три гонки, его команда заняла первое место.